# Scapania lingulata
Scapania lingulata là một loài rêu tản trong họ Scapaniaceae. Loài này được H. Buch miêu tả khoa học lần đầu tiên năm 1916.